# Пюшпекладань
Пюшпекладань (угор. Püspökladány (pyʃpøklɒdaːɲ)) — місто на сході Угорщини в регіоні Північний Великий Альфельд, в медьє Гайду-Бігар.
Населення — 15 117 осіб (2009); шосте за величиною місто в медьє. Приблизно 97 % населення складають угорці, близько 3 % — цигани.
Через місто проходить залізниця Будапешт — Загонь, дві менші залізничні колії, автомобільна траса E60 і автодорога на розташований за 45 кілометрів Дебрецен.

## Відомі люди
- Матьяш Сюреш — в.о. президента Угорщини в 1989—1990 рр.

## Міста-побратими
- комуна Гіндарі, Румунія
- Гямеенлінна, Фінляндія

| Угорщина | Це незавершена стаття з географії Угорщини. Ви можете допомогти проєкту, виправивши або дописавши її. |